# コンラート・オーベルフーバー
- コンラート・オーベルヒューバー

コンラート・ヨハンネス・オーベルフーバー（Konrad Johannes Oberhuber、1935年3月31日 - 2007年9月12日）は、ワシントンD.C.のナショナル・ギャラリーでキュレーターを務めていた人物。
オーベルフーバーは、後に著名となった贋作家エリック・ヘボンの作品に最初に疑問を投じた人物として知られているが、これは2人の別々の作家の手によるとされていた作品の間に、描画の様式や、使用されている紙のはっきりとした類似性が認められることに気づいたことに端を発していた。この件についてモルガン・ライブラリーにも警告を発したところ、もともとヘボンから購入されていた別の作品にも問題が確認された。
1975年から1987年にかけて、オーベルフーバーは、ハーバード大学のフォッグ美術館で素描画のキュレーターを務め、ハーバード大学の美術・建築史部門で美術担当の教授であった。

## 経歴
オーベルフーバーは、オーストリアのリンツに生まれ、ウィーン大学を卒業した。
1959年には、画家バルトロメウス・スプランヘルについての博士論文を提出して学位を取得した。その後はローマで研究に従事し、ビブリオテカ・ヘルツィアナでラファエロ・サンティの素描画の整理にあたり、多数のラファエロ作品を再発見した。
もともとは、ウィーンのアルベルティーナのグラフィック・アート美術館でキュレーターを務めていたオーベルフーバーは、アメリカ合衆国に拠点を置いていた時期を挟んで後に古巣に戻り、1987年から2000年まで、この美術館の館長を務めた。
オーベルフーバーは、脳の癌のため、2007年9月12日にサンディエゴで死去した。